# 1e Parachutistenkorps
Het Duitse 1e Parachutistenkorps (Duits: Generalkommando I. Fallschirm-Korps) was een Duits legerkorps van de Wehrmacht tijdens de Tweede Wereldoorlog. Het korps kwam alleen in actie tijdens de Italiaanse Veldtocht. 

## Krijgsgeschiedenis

### Oprichting
Het 1e Parachutistenkorps werd op 1 januari 1944 opgericht door omdopen van het 2e Luftwaffen-Feldkorps in Italië bij Rome.

### 1944

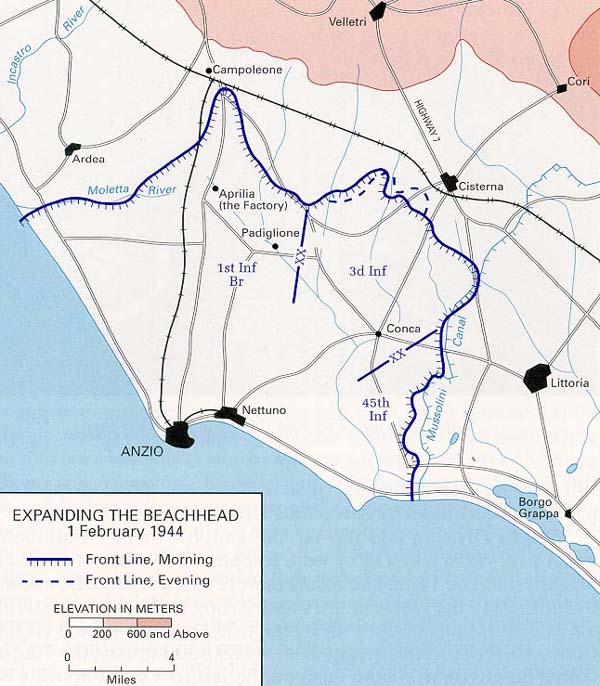
Anzio bruggenhoofd, 1 februari 1944

Oorspronkelijk was het voorzien dat het korps onder het 1e Parachutistenleger zou gaan vallen. Maar al in januari kreeg het korps het bevel over legereenheden die de kust van Midden-Italië in het gebied rond Rome beschermden. Het stafkwartier werd gevestigd in Grottaferrata. Zo was de eigenlijke taak van het korps, het leiden van 2 tot 3 parachutistendivisies in het kader van het 1e Parachutistenleger, achterhaald. Het korps kwam nu onder bevel van het 14e Leger. Op 22 januari 1944 landden geallieerde troepen ten zuiden van Rome bij Anzio in het gebied van het korps. Het korps zette vervolgens de korpsreserve, de Kampfgruppe van de zich in oprichting bevindende 4e Parachutistendivisie, in om een blokkeringsstelling in te nemen tussen La Fossa en Aprilia. In de loop van de dag werden de Korps-Sturmgeschütz-Abteilung, delen van de 3e Pantsergrenadierdivisie en andere zich ten zuiden van Rome bevindende legereenheden toegevoegd aan de zich vormende defensieve ring om de geallieerde troepen. Het korps kreeg nu de westelijke kant van de verdediging toegewezen. Hiervoor beschikte het korps over de 4e Parachutistendivisie, een Kampfgruppe van de 1e Parachutistendivisie, het Korps-Parachutisten-scholingsbataljon, de 3e en 29e Pantsergrenadierdivisies en de 65e Infanteriedivisie. De oostelijke sector werd toegewezen aan het 76e Pantserkorps. In de volgende dagen en weken volgden hevige gevechten. Ondanks verschillende tegenaanvallen in februari 1944 slaagde het korps er niet in om het geallieerde bruggenhoofd wezenlijk te verkleinen. De geallieerde superioriteit in zware wapens was gewoon te groot. Tussen maart en mei 1944 verdedigde het korps deze sector. Pas in de eerste helft van mei 1944 leefden de gevechten weer op. Op 23 mei 1944, een paar dagen na de geallieerde doorbraak ten zuiden van Cassino in de Lirivallei, brak het 6e US Legerkorps uit het bruggenhoofd voor de beslissende aanval op de Albaanse Heuvels ten zuidoosten van Rome. De eenheden van het korps konden de doorbraak van de geallieerde formaties niet langer voorkomen. Op 3 juni 1944 moest het korps uitwijken richting Rome. Op 4 juni 1944 trokken de laatste eenheden van het korps door de open stad naar het noorden. Na de oversteek over de Tiberbruggen nam het korps op 5 juni met de 4e Parachutistendivisie, de 92e en 334e Infanteriedivisies en de 3e Pantsergrenadierdivisie deel aan vertragingsgevechten bij de hoogten ten noorden van de stad. vanaf 5 juni trok het korps op de linkervleugel van het 14e Leger terug in noordnoordwestelijke richting langs beide zijden van het Meer van Bracciano. Op 9 juni hield het korps het gebied ten zuiden van de lijn Tuscania – Viterbo – Soriano. Midden juni verdedigde het qua personeel en materieel al aanzienlijk verzwakte korps posities in de omgeving van Acquapendente, maar vanwege de sterke vijandelijke druk ging het op 18 juni al weer verder. Op 20 juni werd het 14e Leger gereorganiseerd. Het korps beschikte nu over de 4e Parachutistendivisie, de 29e Pantsergrenadierdivisie, de 356e Infanteriedivisie en delen van de 26e Pantserdivisie. Tegen het einde van de maand stond het korps aan beide kanten Pienza. Eind begin juli 1944 was het korps via Poggibonsi in een positie ten zuiden van Florence aangekomen. 

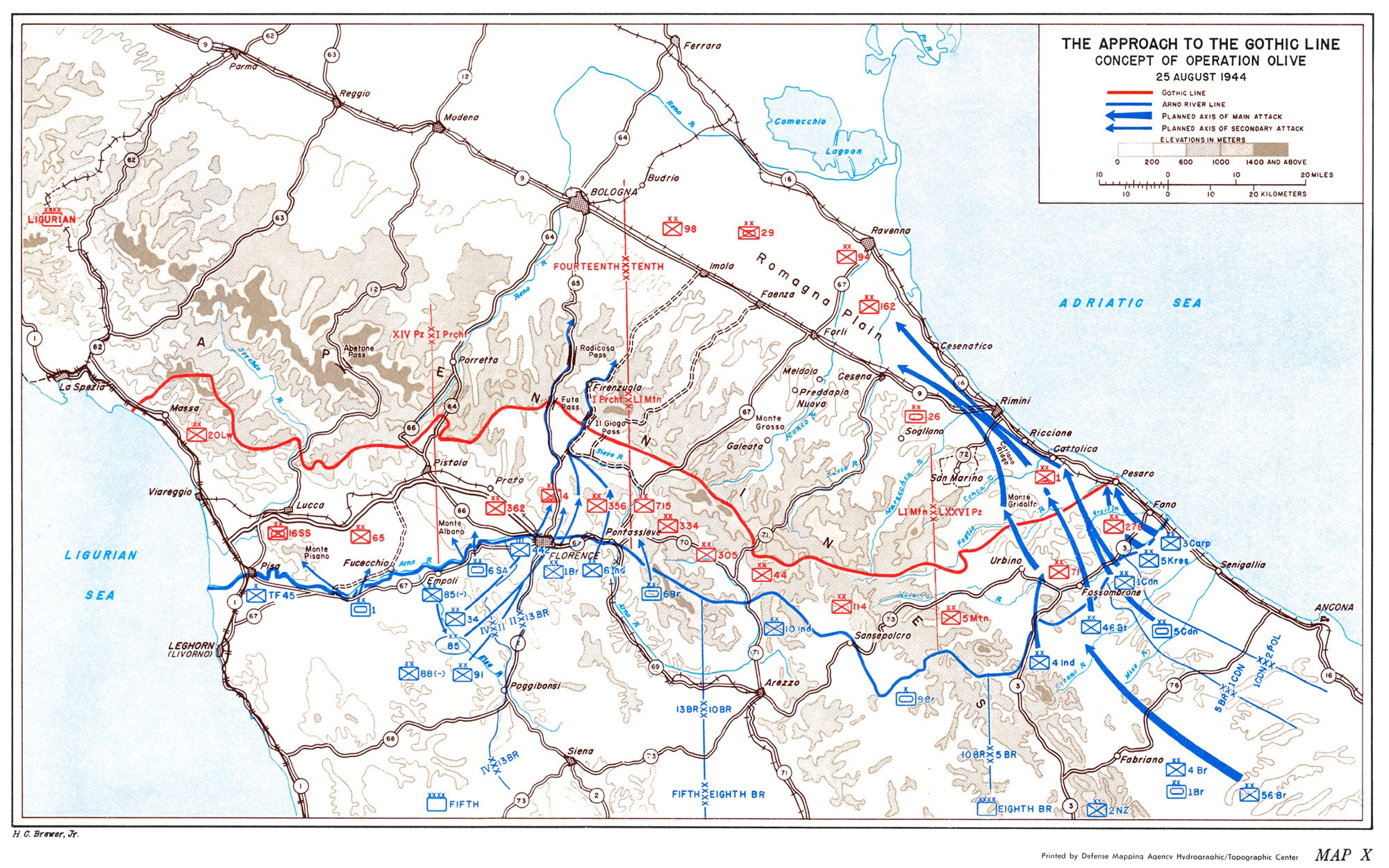
Grünen Linie, augustus 1944

Vervolgens ging het door de open stad Florence door richting het noorden ervan. De druk van de Amerikanen nam langzaam af. Zo was het voor het korps mogelijk om tot september in de voorbereide posities van de "Grünen Linie" te blijven. Het korps bevond zich in bergposities op de Futapas en ten westen ervan. Op 13 september 1944 begon het Amerikaanse offensief tegen de "Grünen Linie". De Amerikanen slaagden op de naad met het links aansluitende 10e Leger en door de Giogopas het gebied ten noorden van Firenzuola binnen te dringen. Het korps werd dus bedreigd in zijn linkerflank en moest zijn posities opgeven. Rond 20 september 1944 was het korps in het gebied rond Monghidoro. In de tweede helft van oktober 1944 betrok het korps een nieuwe linie met de 4e Parachutistendivisie, de 94e Infanteriedivisie en de 16e SS-Pantsergrenadierdivisie ten zuiden van Bologna. Deze positie kon in de volgende maanden gehouden worden tegen zwakke geallieerde aanvallen. In oktober/november 1944 werd het korps door het 14e Leger overgedragen aan het 10e Leger.

### 1945
Met de 1e en 4e Parachutistendivisie, de 26e Pantserdivisie en de 278e Infanteriedivisie verdedigde het korps een positie in de zuidelijk van Bologna gelegen Monte Calderano, Monte Grande, Monte Cerere tot Imola en van daar naar Lugo. Tot april 1945 waren hier slechts schermutselingen. Op 10/11 april 1945 begon het grote geallieerde offensief in de Povallei. Na de doorbraak van sterke Amerikaanse tankeenheden over de Via Aemilia in de Povlakte geraakten delen van het korps tijdens de gevechten in de lijn Cento – Molinella – Argenta tot 20 april 1945 in het gebied rond Ferrara ten zuiden van de Po in gevangenschap. De resterende eenheden van het korps staken bij Ostiglia en Polsella de Po over en trokken terug naar Trento en Bolzano. Bij het oversteken van de Po ging het grootste deel van de overgebleven uitrusting verloren, veel soldaten staken de rivier zwemmend over terwijl ze door geallieerde vliegtuigen werden beschoten.
Tot 3 mei 1945 gingen de overblijfselen van het 1e Parachutistenkorps in het gebied Trento – Bolzano – Belluno in Amerikaanse gevangenschap.

## Bovenliggende bevelslagen
| Leger              | Legergroep     | Plaats/regio                 | Begin                 | Eind                  |
| ------------------ | -------------- | ---------------------------- | --------------------- | --------------------- |
| direct onder bevel | Heeresgruppe C | Italië, Rome                 | 1 januari 1944        | 19 januari 1944       |
| 10. Armee          | Heeresgruppe C | Italië, Anzio                | 19 januari 1944       | 21 januari 1944       |
| 14. Armee          | Heeresgruppe C | Italië, Apennijnen           | 22 januari 1944       | oktober/november 1944 |
| 10. Armee          | Heeresgruppe C | Italië, Apennijnen, Povlakte | oktober/november 1944 | 3 mei 1945            |

## Commandanten

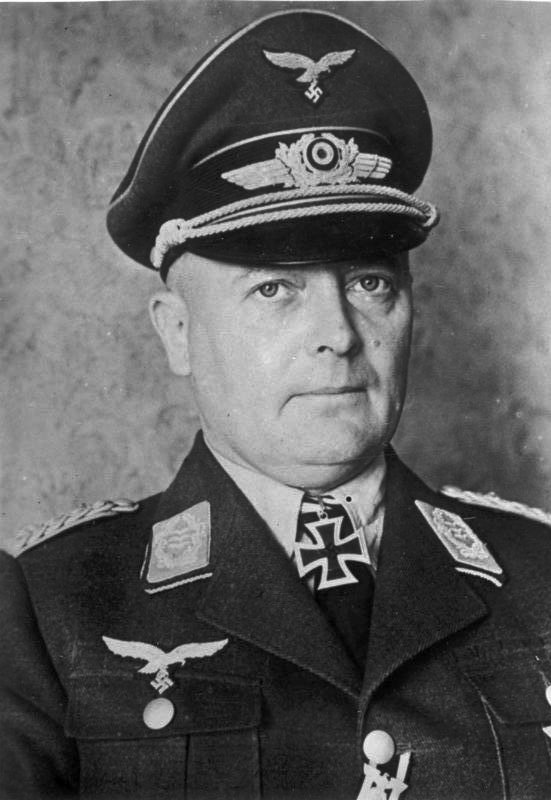
General Richard Heidrich

| Rang                         | Naam             | Begin           | Eind            |
| ---------------------------- | ---------------- | --------------- | --------------- |
| General der Flieger          | Alfred Schlemm   | 1 januari 1944  | 1 november 1944 |
| General der Fallschirmtruppe | Richard Heidrich | 1 november 1944 | 23 januari 1945 |
| Generalleutnant              | Hellmuth Böhlke  | 23 januari 1945 | 7 februari 1945 |
| General der Fallschirmtruppe | Richard Heidrich | 7 februari 1945 | 3 mei 1945      |